# Citharexylum spinosum
Citharexylum spinosum es una especie de planta fanerógama perteneciente a la familia Verbenaceae. Es originaria del sur de Florida en los estados Unidos, las Antillas, Guyana, Surinam, y Venezuela.

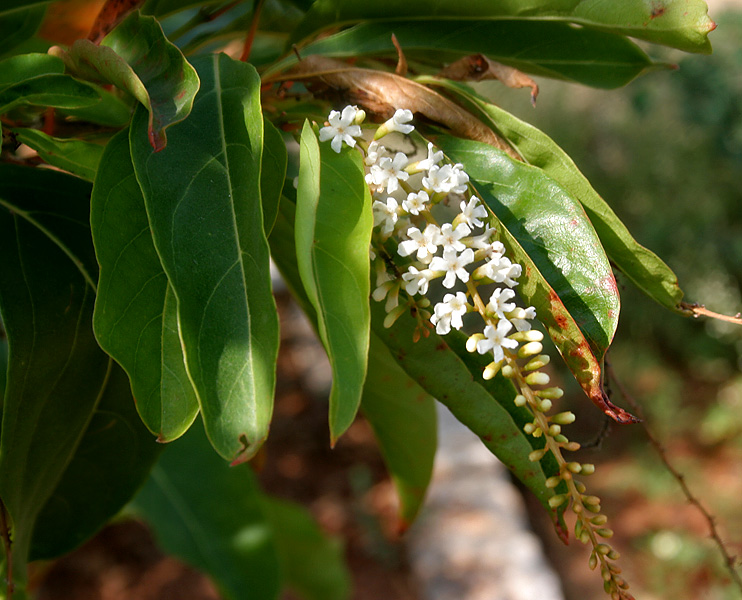
Inflorescencia

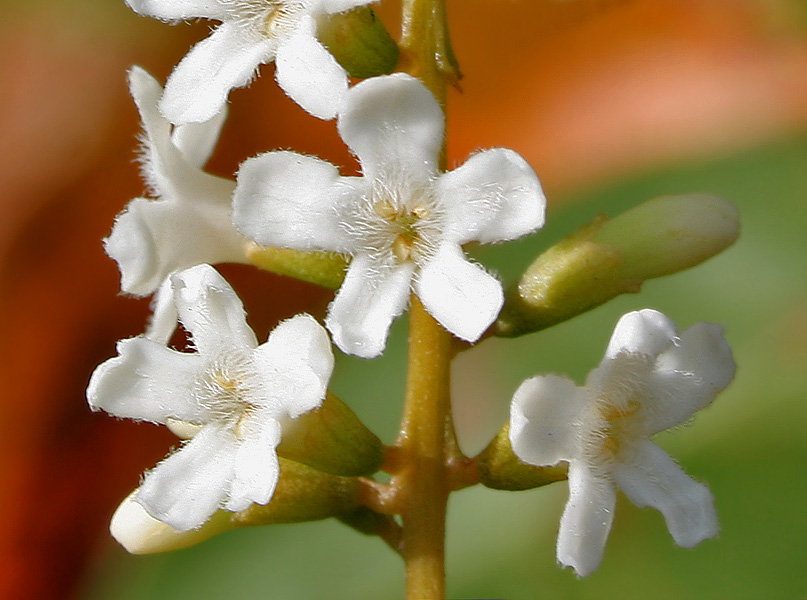
Detalle de las flores

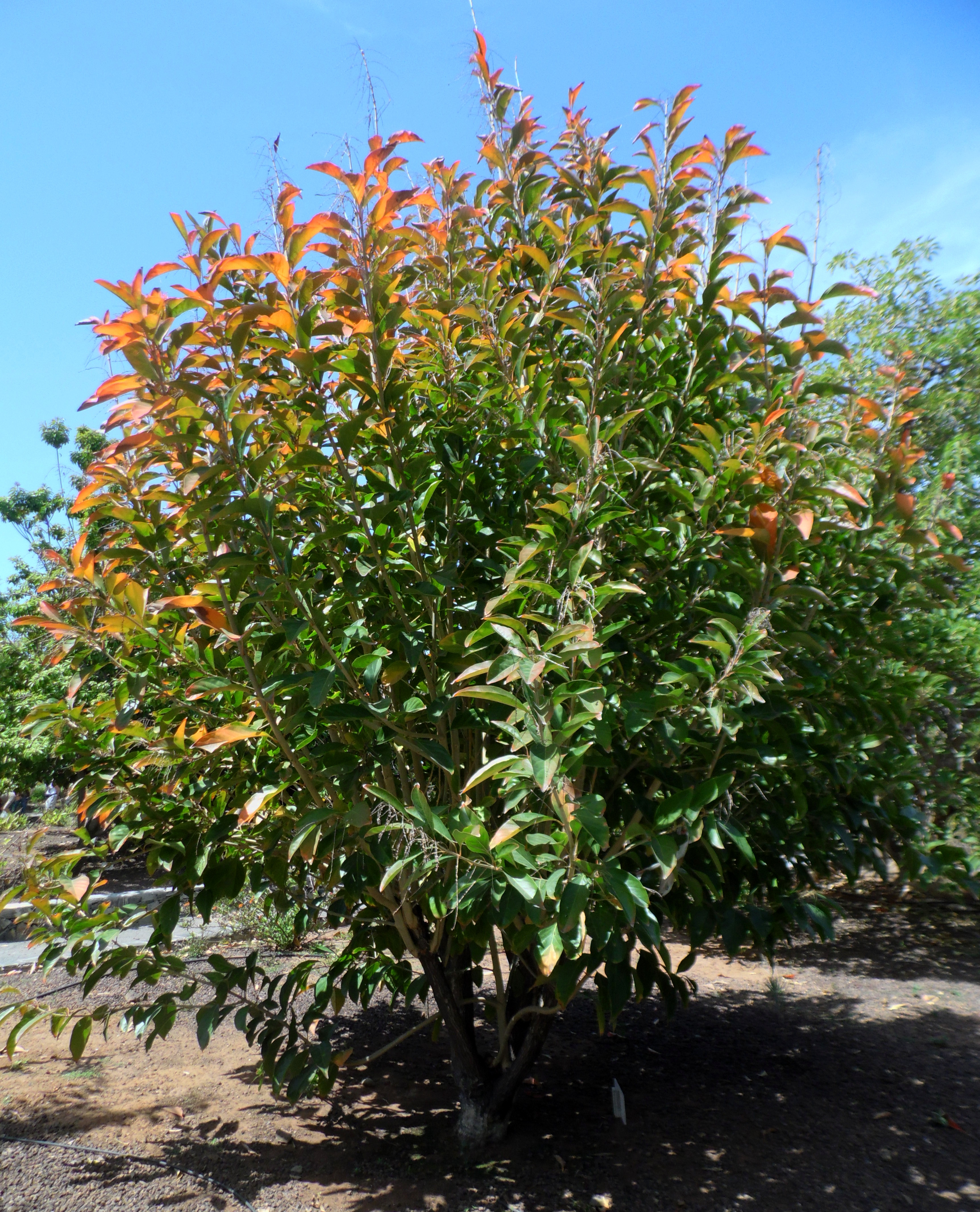
Vista del árbol

## Descripción
Es un árbol o arbusto de copa estrecha, que alcanza un tamaño de 4-18 m de alto. Ramas por lo general tetragonales, a veces cilíndricas y estriadas, glabras o pelositas en los nudos. Hojas con pecíolo de 5-30 mm de largo, glabro, glanduloso el ápice; lámina por lo general cartácea o subcoriácea, con 1-3 pares de glándulas cerca de la base, orbicular, oval, oblonga, lanceolado-elíptica, lanceolada o linear -lanceolada, de 4-20 x 1-6 cm, glabra en el haz, glabra o con pubescencia variada en el envés, verde oscura en ambas caras o algo máclara o algo ferrugínea en el envés, aguda obtusa o emarginada; margen algo revoluto, normalmente entero. Racimos en su mayoría terminales, con otros axilares, laxos y multifloros. Flores patentes, fragantes. Cáliz verde pálido, de 2-4 mm de largo, glabro por fuera. Corola blanca, blanco-amarillenta o blanco-rojiza. Drupa oblonga, de 6-10 mm de largo, inicialmente amarillo-naranja, negra al madurar.

## Taxonomía
Citharexylum spinosum fue descrita por Carlos Linneo y publicado en Species Plantarum 2: 625. 1753.
Sinonimia
- Citharexylum bahamense Millsp. ex Britton
- Citharexylum broadwayi O.E.Schulz
- Citharexylum caudatum Sw.
- Citharexylum cinereum L.
- Citharexylum cinereum Moc. & Sessé ex D.Don
- Citharexylum coriaceum Desf.
- Citharexylum fruticosum L.
- Citharexylum hybridum Moldenke
- Citharexylum laevigatum Hostm. ex Griseb.
- Citharexylum molle Salisb.
- Citharexylum molle Jacq. ex Spreng.
- Citharexylum pentandrum Vent.
- Citharexylum polystachyum Turcz.
- Citharexylum pulverulentum Pers.
- Citharexylum quadrangulare Jacq.
- Citharexylum subserratum Sw.
- Citharexylum surrectum Griseb.
- Citharexylum teres Jacq.
- Citharexylum tomentosum Poir.
- Citharexylum villosum Jacq.
- Colletia tetragona Brongn.[4]

## Nombres comunes
En Cuba: canilla de venado, collarete, guairo santo, guayo blanco, mangle de sabana, palo guitarra, penda, roble amarillo, roble de olor, sangre de doncella.